# Episodi de Le avventure di Kid Danger
La prima e unica stagione della serie animata Le avventure di Kid Danger ha debuttato negli Stati Uniti il 15 gennaio 2018. In Italia invece, è stata pubblicata sul sito ufficiale Nickelodeon utilizzando il nome di lancio della serie.
| n. ep. | #  | codice di prod. | Titolo originale     | Titolo italiano               | Prima TV USA     | Prima TV Italia |
| ------ | -- | --------------- | -------------------- | ----------------------------- | ---------------- | --------------- |
| 1      | 1  | 101             | Popcorn Monster      | Il mostro dei popcorn         | 15 gennaio 2018  | 21 maggio 2018  |
| 1      | 2  | 101             | Game of drones       | Game of drones                | 15 gennaio 2018  | 21 maggio 2018  |
| 2      | 3  | 102             | Clone babies         | Piccoli cloni                 | 26 gennaio 2018  | 29 maggio 2018  |
| 2      | 4  | 102             | Flying Spiders       | Pioggia di ragni              | 26 gennaio 2018  | 29 maggio 2018  |
| 3      | 5  | 103             | Texas weiners        | Wurstel texani                | 2 febbraio 2018  | 30 maggio 2018  |
| 3      | 6  | 103             | YooHoo tube          | YooHoo tube                   | 2 febbraio 2018  | 30 maggio 2018  |
| 4      | 7  | 104             | OctoCharlotte        | Polpo-Charlotte               | 9 febbraio 2018  | 31 maggio 2018  |
| 4      | 8  | 104             | Trouble in Tropikini | Problemini a Tropikini        | 9 febbraio 2018  | 31 maggio 2018  |
| 5      | 9  | 105             | Fish talker          | Il tradu-pesce                | 16 febbraio 2018 | 1º giugno 2018  |
| 5      | 10 | 105             | Wet doon             | Flashback...bagnati           | 16 febbraio 2018 | 1º giugno 2018  |
| 6      | 11 | 106             | The sushi sitter     | Sushi-Water                   | 5 maggio 2018    | 23 luglio 2018  |
| 6      | 12 | 106             | Cheer beast          | Cheerbestia                   | 5 maggio 2018    | 24 luglio 2018  |
| 7      | 13 | 107             | Tiny Toddler         | Il Mini-Toddler               | 12 maggio 2018   | 25 luglio 2018  |
| 7      | 14 | 107             | Magical beefery tour | Il tour della manzeria magica | 12 maggio 2018   | 26 luglio 2018  |
| 8      | 15 | 108             | The wahoo punch bro  | Il pericoloso Wahoo Punch     | 19 maggio 2018   | 27 luglio 2018  |
| 8      | 16 | 108             | Pink rocket          | Il razzo rosa                 | 19 maggio 2018   | 27 luglio 2018  |
| 9      | 17 | 109A            | Snooze pods          | Le capsule del sonno          | 11 giugno 2018   | 30 luglio 2018  |
| 10     | 18 | 109B            | Sticky Vicky         | Vicky l'appiccicosa           | 12 giugno 2018   | 31 luglio 2018  |
| 11     | 19 | 110A            | Mad wax              | Mostri di cera                | 13 giugno 2018   | 30 luglio 2018  |
| 12     | 20 | 110B            | Fails                | Video imbarazzanti            | 14 giugno 2018   | 31 luglio 2018  |

## Il mostro di pop-corn
Ray ed Henry, con l'aiuto con degli occhiali di Schowz, vuole trovare due pop-corn uguali perché vuole far vedere che la legge dei pop-corn non ha ragione.
Subito dopo suona l'allarme di emergenza: un criminale ha preso il controllo di uno scuola-bus, ma a Ray ed Henry interessa di più trovare 2 pop-corn uguali, allora, Charlotte va fuori va alla stazione di benzina, aspetta che il criminale esca dal pullman, ed entra lei.
Intanto Ray e Henry vanno al cinema in una sala finendo che fossero dell'FBI: federazione pop-corn imburrati e prendono tutti i pop-corn della gente, la gente si arrabbia e se ne va via.
Dopo circa un paio d'ore si stufano e allora Ray tira fuori una pistoletta che fa identica qualsiasi cosa, spara a un pop-corn, ma diventa cattivo e morde il naso a Henry il pop-corn cattivo scappa via e trova un distributore di burro e si butta dentro, lo beve tutto e diventa sempre più grande fino a quando è diventato grandissimo, Capitan Man e Kid Danger cercano di farlo diventare normale.
Dopo un po' suona il cellulare a Henry allora urla: TIME OUT il mostro di pop-corn si ferma, li stava telefonando Charlotte e ha detto che si stava dirigendo verso di lui, manco il tempo di finire la frase e lo scuola-bus era accanto a Kid Danger, lo scuola-bus ha investito il mostro di pop-corn e si è sciolto, una volta fermato l'autobus i bambini hanno mangiato il mostro di pop-corn.

## Piccoli cloni
Per aiutare Capitan Man, Schwoz crea 4 cloni che però sono dei bebè-Ray.

## Wurstel texani
In cambio di parecchi soldi, Capitan Man e Kid Danger vanno a comprare 1000 wurstel texani per la festa di un ragazzino ricco.

## Il tradu-pesce
Schwoz crea il tradu-pesce, un'invenzione in grado di tradurre la lingua dei pesci, che servirà agli eroi per una missione nel fondo del lago di Sweelview.

## Flashback...bagnati
Henry, Ray, Charlotte, Jasper e Schwoz rimangono bloccati nel bagno di un ristorante che sta per essere sommerso dall'acqua dei lavantini e dei WC.

## Cheerbestia
Piper, dopo un'audizione come cheerleader, stranamente si trasforma in un'orrenda bestia.

## Il tour della manzeria magica
Henry e Ray vincono un tour nella manzeria magica, ma...

## Il pericoloso Wahoo Punch
Una persona travestita da punch aggredisce le persone bagnandole col punch. I nostri indagano!

## Mostri di cera
Un artista fa delle statue uguali a Capitan Man e Kid Danger.